# Каннський кінофестиваль 1966
19-й Каннський міжнародний кінофестиваль відбувся з 5 по 20 травня у Каннах, Франція. До 20-річчя кінофестивалю було присуджено спеціальний ювілейний приз. У конкурсі було представлено 25 повнометражних фільмів та 16 короткометражок. Фестиваль відкрито показом стрічки Модесті Блейз режисера Джозефа Лоузі. Фільмом закриття фестивалю було обрано Фараон режисера Єжи Кавалеровича.

## Журі
- Софі Лорен — Голова журі, акторка,  Італія
- Марсель Ашар,  Франція
- Вінісіус ді Морайс,  Бразилія
- Тецуро Фурукакі,  Японія
- Моріс Женевуа,  Франція
- Жан Жіоно, письменник,  Франція
- Моріс Леманн,  Франція
- Річард Лестер,  Велика Британія
- Дені Маріон,  Бельгія
- Андре Моруа,  Франція
- Марсель Паньоль, письменник, режисер  Франція
- Юлій Райзман, режисер,  СРСР
- Арман Салакру,  Франція
- Пітер Устінов, актор,  Велика Британія

Конкурсу короткометражних фільмів
- Шарль Дюванель,  Швейцарія
- Шарль Форд,  Франція
- Марсель Ішак,  Франція
- Жан Вів'є,  Франція
- Бу Відерберг, режисер,  Швеція

## Фільми-учасники конкурсної програми
| Переможців виділено окремим кольором. |

Повнометражні фільми
| Фільм                                   | Назва мовою оригіналу                 | Режисер             | Країна                    |
| --------------------------------------- | ------------------------------------- | ------------------- | ------------------------- |
| Армія Бранкалеоне                       | L'armata Brancaleone                  | Маріо Монічеллі     | Італія Франція Іспанія    |
| Без надії                               | Szegénylegények                       | Міулош Янчо         | Угорщина                  |
| Ви                                      | Ön                                    | Альф Шеберґ         | Швеція                    |
| Голод                                   | Sult                                  | Хеннінг Карлсен     | Данія Норвегія Швеція     |
| Доктор Живаго                           | Doctor Zhivago                        | Девід Лін           | США Італія                |
| Другі                                   | Seconds                               | Джон Франкенгаймер  | США                       |
| Елфі                                    | Alfie                                 | Льюїс Гілберт       | Велика Британія           |
| Здрастуй, це я!                         | Բարև, ես եմ / Здравствуй, это я!      | Фрунзе Довлатян     | СРСР                      |
| Зі східним вітром                       | Con el viento solano                  | Маріо Камус         | Іспанія                   |
| Кальяни                                 | Dýmky                                 | Войтех Ясни         | Чехословаччина            |
| Ленін в Польщі                          | Ленин в Польше                        | Сергій Юткевич      | СРСР                      |
| Мадемуазель                             | Mademoiselle                          | Тоні Річардсон      | Франція Велика Британія   |
| Модесті Блейз*                          | Modesty Blaise                        | Джозеф Лоузі        | Велика Британія           |
| Молодий Тьорлесс                        | Der junge Törless                     | Фолькер Шльондорф   | ФРН Франція               |
| Морган: Відповідний випадок для терапії | Morgan: A Suitable Case for Treatment | Карел Рейш          | Велика Британія           |
| Опівнічні дзвони                        | Campanadas a medianoche               | Орсон Веллс         | Франція Іспанія Швейцарія |
| Пані та панове                          | Signore & Signori                     | П'єтро Джермі       | Франція Італія            |
| Повстання                               | Răscoala                              | Мірча Мурешан       | Румунія                   |
| Попіл                                   | Popioly                               | Анджей Вайда        | Польща                    |
| Птахи великі і малі                     | Uccellacci e uccellini                | П'єр Паоло Пазоліні | Італія                    |
| Фараон**                                | Faraon                                | Єжи Кавалерович     | Польща                    |
| Це                                      | Es                                    | Ульріх Шамоні       | ФРН                       |
| Час і година Аугусто Матрагі            | A Hora e a Vez de Augusto Matraga     | Роберто Сантос      | Бразилія                  |
| Черниця                                 | La Religieuse                         | Жак Ріветт          | Франція                   |
| Чоловік і жінка                         | Un homme et une femme                 | Клод Лелуш          | Франція                   |

* = Фільм відкриття фестивалю
** = Фільм закриття фестивалю

## Нагороди
- Гран-прі:
  - Чоловік і жінка, режисер Клод Лелуш
  - Пані та панове, режисер П'єтро Джермі
- Приз журі: Елфі, режисер Люїс Гілберт
- Приз за найкращу чоловічу роль: Пер Оскарссон — Голод
- Приз за найкращу жіночу роль: Ванесса Редґрейв — Морган: Відповідний випадок для терапії
- Приз за найкращу режисуру: Сергій Юткевич — Ленін в Польщі
- Особлива згадка: Тото
- Технічний гран-прі:
  - Опівнічні дзвони
  - Скейтер
- Найкращий дебют: Повстання, режисер Мірча Мурешан
- Ювілейна премія на честь 20-річчя Каннського фестивалю : Північні дзвони, режисер Орсон Веллс
- Золота пальмова гілка за короткометражний фільм: Скейтер
- Приз міжнародної асоціації кінокритиків (ФІПРЕССІ) : Молодий Тьорлесс
- Приз Міжнародної Католицької організації в царині кіно (OCIC) : Чоловік і жінка